# Nagy-tavak
Nagy-tavak  (régebben néha Öt-tó) a neve annak az öt tóból álló csoportnak, amely az Amerikai Egyesült Államok és Kanada határán található. Ezek a tavak a Föld legnagyobb édesvizű tavai közé tartoznak

## A tavak
Nyugatról keletre, a víz áramlása alapján:
- Felső-tó (a legnagyobb és a legmélyebb; nagyobb, mint Csehország)
- Michigan-tó (teljesen az USA-ban található, a második legnagyobb víztömegű)
- Huron-tó (a második legnagyobb vízfelszínű)
- Erie-tó (a legsekélyebb és legkisebb víztömegű)
- Ontario-tó (a legkisebb vízfelszínű, sokkal alacsonyabban fekszik, mint a többi)

|  |  |  |  |  |

A Huron és Michigan tavat néha együtt említik, mint Michigan–Huron-tó, azon egyszerű oknál fogva, hogy vízfelületük lényegében közös, csupán egy keskeny szoros, a Mackinac-szoros választja el őket egymástól.
A tórendszer tagja még a Nipigon-tó is, amelyet a hatodik Nagy-tónak is szoktak nevezni, továbbá a jóval kisebb St. Clair-tó, melyet azonban már nem sorolnak a Nagy-tavak közé (a Huron- és az Erie-tó között fekszik).

## Földrajza

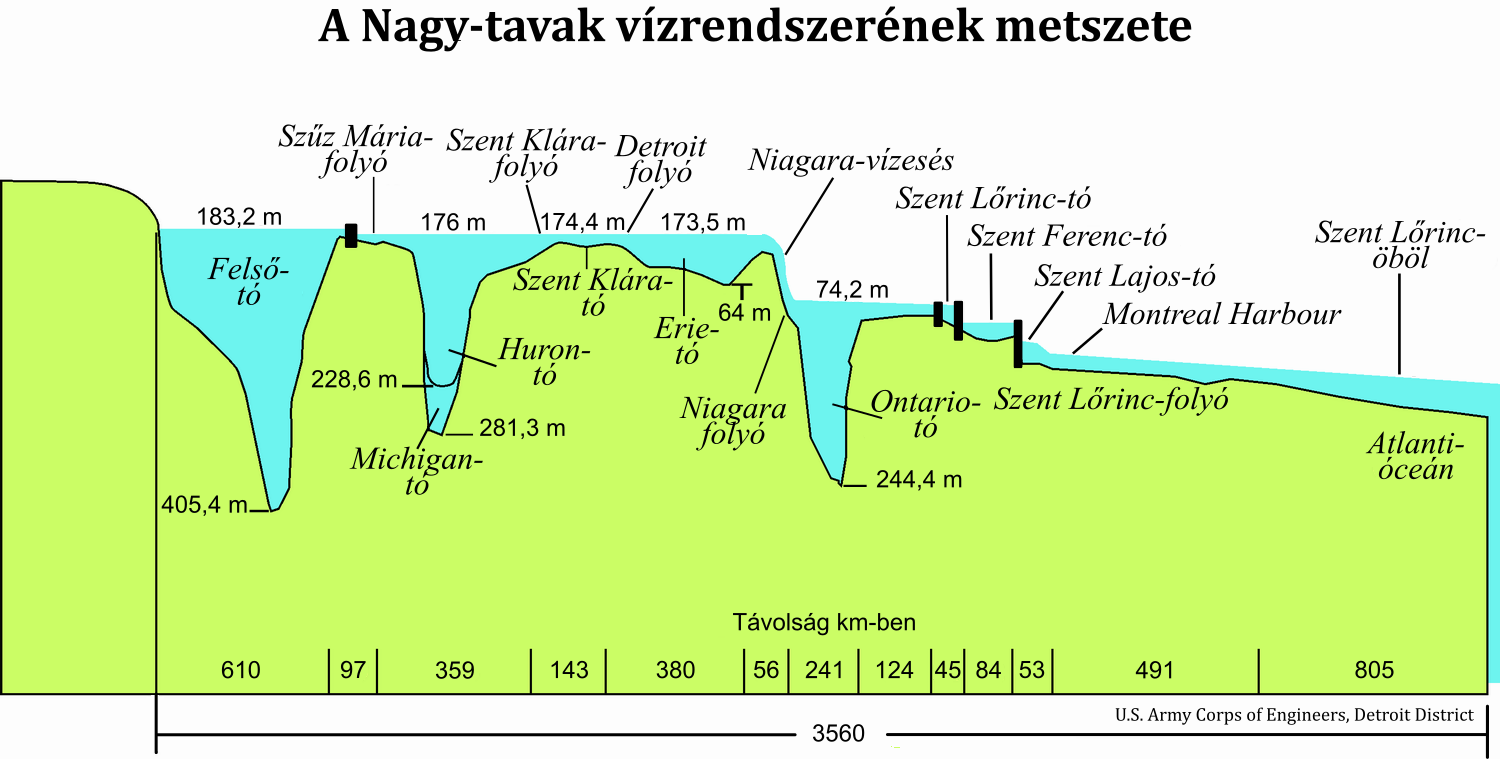
A tavak lefolyási rendszere

A Nagy-tavak a legutóbbi jégkorszak során, körülbelül 10 000 évvel ezelőtt alakultak ki, amikor a területet fedő jégtakaró elolvadt, és az így keletkező víz a jég által kivájt medrekben összegyűlt.
A tavakat folyók kötik össze egymással (kivéve a Huron és Michigan tavat, melyeket a Mackinac-szoros), a Felső-tó lefolyása a St. Mary folyó, mely a Huron-tóba ömlik. Ennek a lefolyása a St. Clair folyó, ez a St. Clair-tóba, majd abból Detroit folyó néven az Erie-tóba torkollik. Ezután az Erie-tóból a Niagara folyó indul (melyet a rajta fekvő Niagara-vízesés tett ismertté), ez végül az Ontario-tóba torkollik. Az Ontario-tó lefolyása a Szent Lőrinc-folyó, amely aztán a Szent Lőrinc-öbölben, a világ legnagyobb folyótorkolatában végződik, ahol beleömlik az Atlanti-óceánba.

## Történelme
A vidéket a huron és irokéz őslakosok különböző törzsei lakták, mint például a mohikánok vagy az algonkinok, mígnem elsőként a franciák jártak a vidéken, még az 1540-es, 1550-es években, és ők is telepedtek meg itt először az 1580-as években. A területet 1534-ben Jacques Cartier francia felfedező első kanadai útja során Új-Franciaországhoz csatolta, és a francia korona tulajdonának nyilvánította, noha az első francia felfedező csupán 1608-ban jutott el a térségbe, részletes feltérképezése pedig az 1610-es években kezdődött.
A tavak és környékük birtoklásáért, sokáig folyt küzdelem Anglia és Franciaország között, míg végül 1763-ban a brit csapatok a francia–indián háború során teljes Új-Franciaországot (az észak-amerikai francia gyarmatokat) elfoglalták, majd az ezt lezáró békeszerződésben az akkor még angol kézen lévő észak-amerikai gyarmatokhoz csatolták, földrajzi, kulturális és egyéb tényezők folytán azonban ezek a területek nem csatlakoztak az amerikai függetlenségi törekvésekhez, mely a függetlenségi háborúba, majd az Amerikai Egyesült Államok megszületésébe torkollott végül.
Napjainkban a világ egyik legnagyobb hajóforgalma bonyolódik a tavakon, lévén, hogy a Szent Lőrinc-csatorna, illetve a Nagy Tavak-csatornarendszer átadásával (1959) az óceánjáró hajók számára is megnyílt az út a tavak partjain fekvő városokba. Hátulütője, hogy a hatalmas hajóforgalom súlyosan szennyezi a környezetet, és komoly károkat okoz a helyi élővilágban.
A tórendszer hatással van a helyi időjárásra is, a „tó-effektusnak” nevezett jelenség télen figyelhető meg, amikor a fagyos délkeleti szél a tavakból felszálló párát a levegőben megfagyasztja és magával viszi, óriási hóesőt zúdítva azok közvetlen földrajzi környezetére, illetve az Egyesült Államok északkeleti területeire, nemritkán New York-ra vagy Washingtonra is.

## Városai

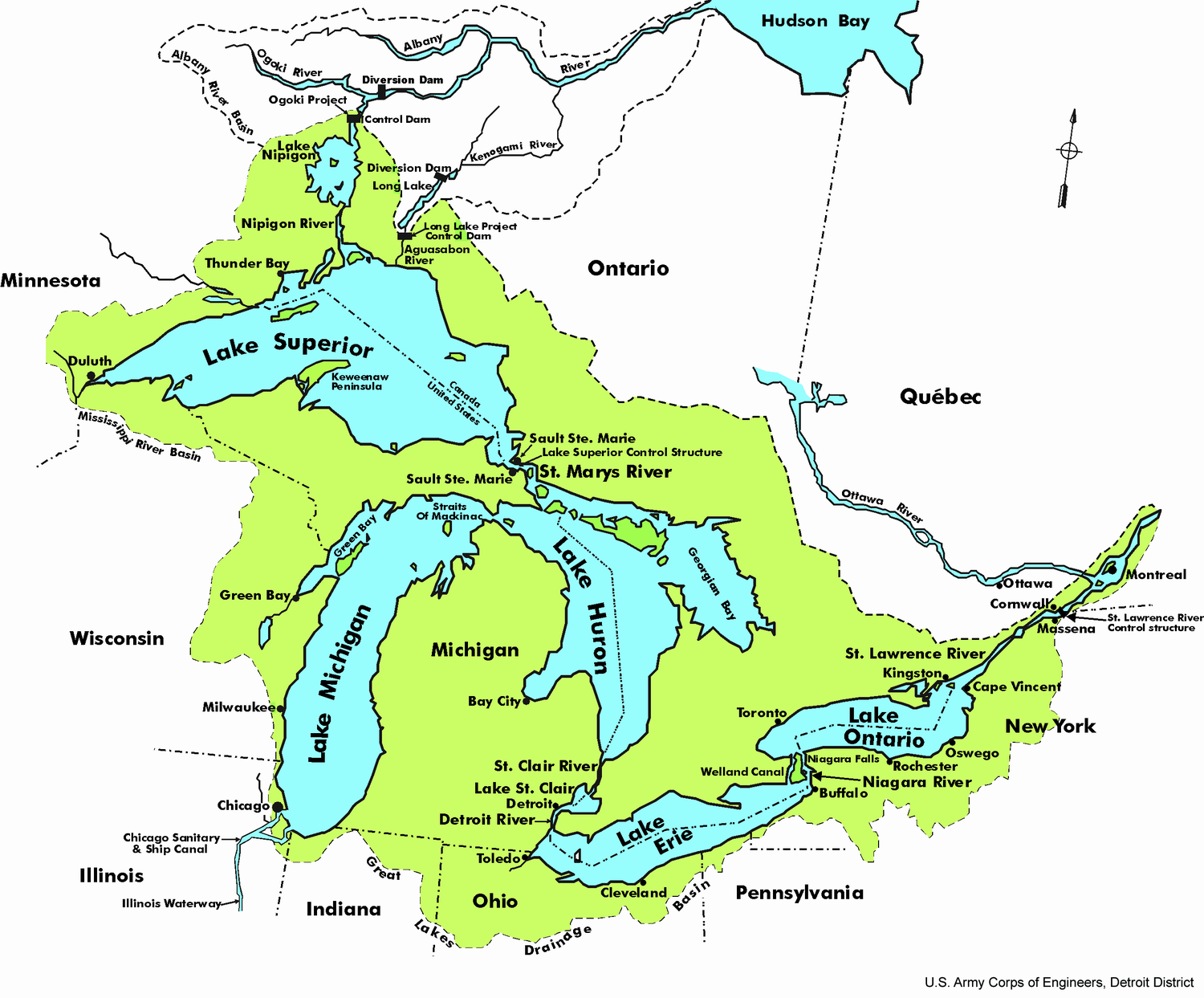
A Nagy-tavak vízgyűjtő területe

Több jelentős város is fekszik a partján, ezek közül a legfontosabbak:
amerikai oldalon
- Chicago
- Cleveland
- Erie
- Buffalo
- Detroit
- Green Bay
- Milwaukee
- Duluth

míg a kanadai oldalon
- Toronto
- Thunder Bay és
- Sault Ste. Marie

## Adatok
|             |                                                                   |
| Megjegyzés: | A téglalapok területe arányos a tavakban tárolt víz térfogatával. |
| Forrás:     | EPA's Great Lakes Atlas: Factsheet #1.                            |